# Delahaye VLR
La Delahaye VLR è un'autovettura di tipo fuoristrada prodotta dal 1951 al 1955 dalla casa automobilistica francese Delahaye.

## Profilo
Era una quattro ruote motrici chiaramente ispirata alla Jeep Willis e venne presentata per la prima volta, dopo una gestazione lunga, durante l'estate del 1950. La sigla "VLR" stava per Véhicule léger de reconnaissance (veicolo da ricognizione leggero); a volte fu utilizzato anche il nome "VLRD" (Véhicule léger de reconnaissance Delahaye).
Il veicolo montava un motore OHC a quattro cilindri in linea raffreddato ad acqua inizialmente da 1992 cm³ e un cambio a quattro velocità sincronizzato su tutte le marce.
Nella seconda metà del 1950 l'esercito francese lo testò. Con solo modifiche minime, omologarono il VLR per l'uso militare e ne ordinarono poco più di 4.000 unità.
L'esercito rimase colpito dalle prestazioni del veicolo sia su strada che fuoristrada e la società fu incoraggiata a provare a vendere i VLR nel mercato civile. I modelli per il mercato civile erano assai simili a quelli militari, ma il sistema elettrico a 24 volt su cui i militari avevano insistito fu sostituito, nei VLR civili, da un sistema elettrico a 12 volt più convenzionale (per l'epoca e le dimensioni del veicolo).
La VLR venne prodotta tra il 1951 e il 1955 e circa 10 000 esemplari furono venduti all'esercito francese.